# 51 네마우사
51 네마우사는 소행성대에서 태양을 공전하고 있는, 1858년 1월 22일 프랑스 님에서 발견된 51번째 소행성이다. 천문학자인 조셉 장 피에르 로랑에게 발견되었으며 켈트족의 신 네마우사에서 이름을 따왔다.

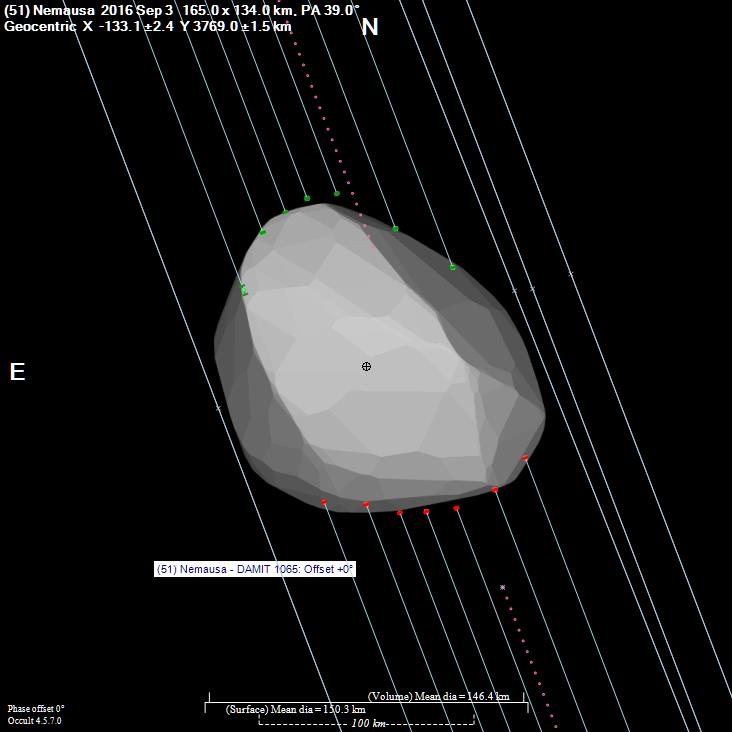

이 소행성은 소행성 분광형에 따르면 탄소질인 C형 소행성이다. 51 네마우사의 지름은 약 146km에서 150km정도 된다.

## 달 존재 가능성
광도곡선 데이터에 의하면, 51 네마우사는 한 개 정도의 위성을 가지고 있을 것으로 추측된다.